# Ethniki Odos 8a
Die Ethniki Odos 8a / Εθνική Οδός 8a (griechisch für ‚Nationalstraße 8a‘) ist eine Fernverkehrsstraße in Griechenland zwischen Athen mit der Hafenstadt Patras im Nordwesten des Peloponnes verlaufend. In ihrem Verlauf stellt sie die Europastraßen E 94, E 65, E 55 dar. Sie wird seit Beginn des 21. Jahrhunderts durch die Autobahn 8 schrittweise ersetzt.

## Verlauf

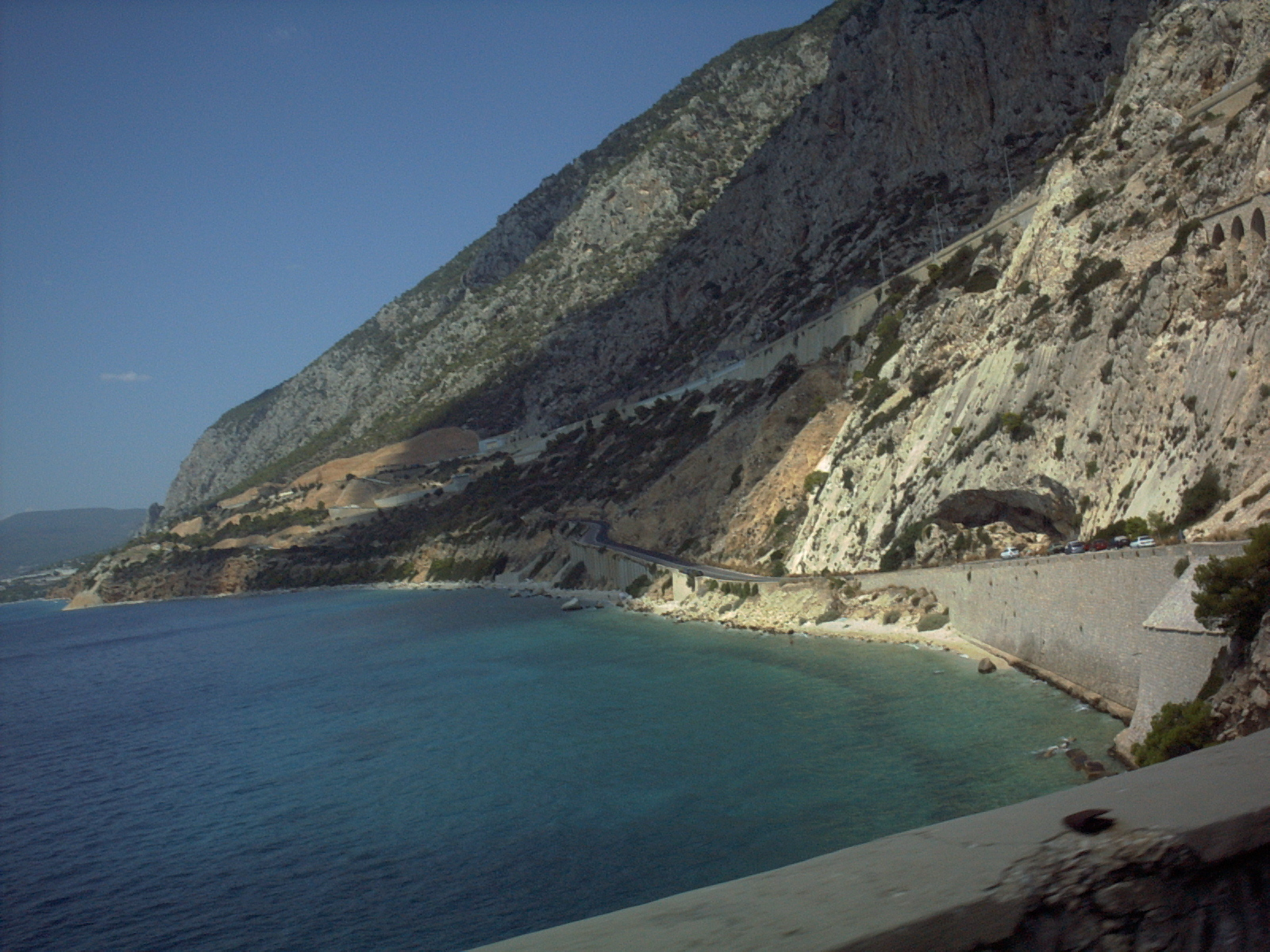
Nationalstraße 8a (mit Eisenbahnlinie Athen-Korinth) bei Kakia Skala, Attika.

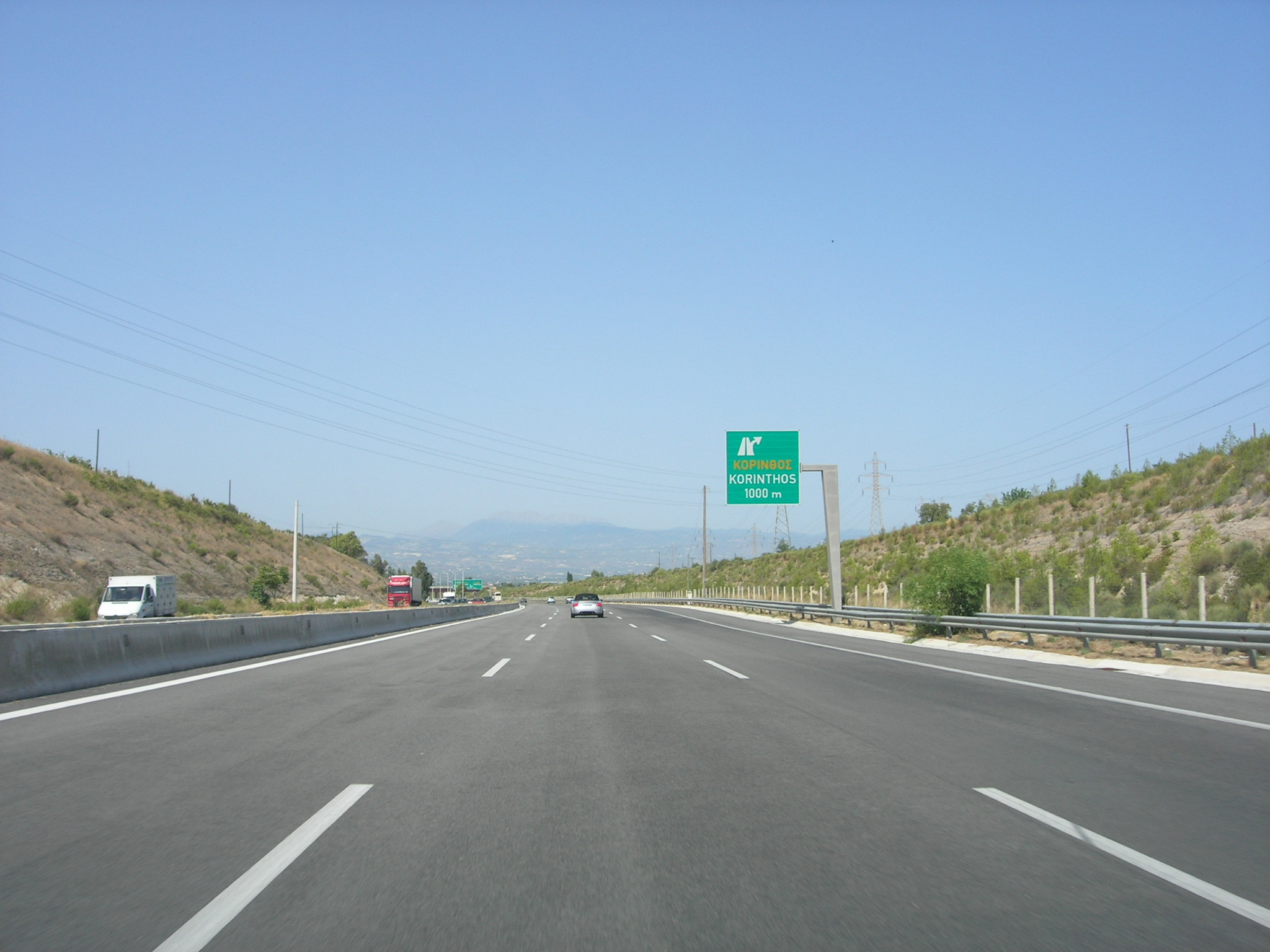
Ausfahrt Korinth der Autobahn 8

Die Nationalstraße 8a (E 94, E 65, E 55) verbindet Athen mit der Hafenstadt Patras im Nordwesten des Peloponnes. Dabei ersetzt die EO 8a als erste Erweiterungsstufe die Nationalstraße 8 (EO 8) mit de facto identischem Strecken- und Trassenverlauf.
Die Nationalstraße 8a verlässt in westlicher Richtung Athen in Höhe der Dafni-Kloster und verläuft entlang der Küste zunächst nach Elefsina, passiert die Stadt in ihrem Norden (küstenabseits), und trifft anschließend auf die Autobahn 6 (A6, Attiki Odos) im Westen von Elefsina. Der weitere Streckenverlauf entlang der Küste führt die E.O. 8a bzw. A8 zunächst über Nea Peramos nach Megara, welches im Süden küstennah umgangen wird. Zwischen Megara und Kineta passiert die EO 8a bzw. A8 den Steilküstenabschnitt von Kakia Skala, wo im Rahmen des Ausbaus zur A8 zwei Tunnelröhren angelegt wurden. Nach der Passage von Kakia Skala verläuft die EO 8a bzw. A8 weiter an der Küste des Saronischen Golfs bis nach Loutraki an der Ostzufahrt des Kanals von Korinth.
Der Kanal von Korinth wird in einer Brücke überquert, wobei die EO 8a bzw. A8 bereits auf Korinth am Golf von Korinth zuläuft. Korinth wird im Süden der Stadt in einem Bogen umgangen. Im Westen von Korinth in der Nähe des antiken Korinths zweigt von der EO 8a bzw. A8 die Autobahn 7 nach Tripoli und Kalamata ab. Nach diesem Abzweig (Autobahndreieck) endet der Ausbaustatus als Autobahn 8 (A8).
Die GR-EO 8a orientiert sich ab dem Westen Korinths an der Südküste des Golf von Korinth nach Westen in Richtung Patras. Im weiteren Verlauf folgt die EO 8a immer der Küste bis zur Straße von Rio (-Andirrio). Im Gegensatz zur alten Trasse der EO 8 verläuft die EO 8a geradliniger und durchquert bis nach Vernadaikia keine Ortschaften innerorts.
Ab Vernadaikia ist die EO 8a wieder als Autobahn 8 ausgelegt und hat einen Knotenpunkt mit der Ethniki Odos 5 (E 55), die über die Rio-Andirrio-Brücke die Westküste Griechenlands am Ionischen Meer erschließt. Nach der Rio-Andirrio-Brücke verläuft die EO 8a in südwestlicher Richtung direkt auf den Osten der Stadt Patras zu. Als EO 8 und EO 8a führt die Straße direkt nach Patras in das Stadtzentrum; als Autobahn 8 wird Patras in einem Bogen von Nordost nach Südwest bis zum Auftreffen auf die Ethniki Odos 9 (E.O. 9) umgangen, womit die Westküste des Peloponnes erreicht ist.
Die EO 8a (E 94, E 65, E 55) passiert und tangiert folgende Städte und Ballungszentren:
- Athen
- Megara
- Korinth
- Egio
- Patras

## Deckung mit Europastraßen
Folgende Abschnitte der E.O. 8a sind Europastraßen:
- E 94: Athen–Korinth
- E 65: Korinth—Rio
- E 55: Rio—Patras

## Ausbaustand
Große Abschnitte der E.O. 8a sind mittlerweile zur Autobahn 8 (A8) aufgewertet worden. Diese sind:
- Athen (Dafni-Kloster)–Elefsina–Megara–Korinth
- Vernadaikia (Rio-Andirrio-Brücke)–Patras (Umgehung Patras)

Diese Abschnitte sind mit 2 Richtungsfahrbahnen ausgebaut (jede Richtungsfahrbahn mit mindestens 2 Fahrspuren und einem Standstreifen). Zwischen Athen und Elefsina hat jede Richtungsfahrbahn 3 Fahrspuren und 1 Standstreifen.
In den verbleibenden Streckenabschnitten (ausgenommen Athen) ist die E.O. 8a als 2-spurige Straße mit Gegenverkehr und jeweils 1 Standstreifen pro Fahrspur ausgebaut. Die Anschlussstellen sind kreuzungsfrei ausgeführt, zumeist sogar mit 2 Richtungsfahrbahnen und Mittelstreifen autobahnähnlich gehalten.

## Vernetzung Straße
Folgende Straßenverbindungen werden von der E.O. 8a gekreuzt:
- A1 / E.O. 1 – Athen–Larisa–Thessaloniki–Evzoni (mazedonische Grenze)
- A7 / E.O. 7 – Korinth–Tripoli–Nafplio
- A5 / E.O. 48 – Rio-Andirrio-Brücke–Naupaktos–Amfissa–Lamia
- A5 / E.O. 5 – Rio-Andirrio-Brücke–Arta–Preveza–Ioannina–Igoumenitsa

## Vernetzung Luftverkehr
Folgende internationale Flughäfen Griechenlands liegen an der E.O. 8a:
- Athen (via A6)
- Araxos (Flughafen Patras) via E.O. 9